# Léa Védrine
Pour les articles homonymes, voir Nigremont et Védrine.
Léa Védrine, de son nom de plume Georges Nigremont, est une autrice d'œuvres pour la jeunesse, née le 16 février 1885 à La Villeneuve (Creuse) et décédée le 21 août 1971 dans la même commune.

## Biographie
Fille d'un instituteur, elle suit les cours de l'école normale de Guéret de 1900 à 1903 où elle obtient son brevet élémentaire puis elle devient institutrice. Elle se marie à 25 ans en 1910 à Fernand Pelletier, blessé de guerre, qui meurt en 1936 : le couple aura une fille unique, Danièle. Après la guerre, elle devient inspectrice des écoles maternelles à Nancy (1926), puis à Paris (1935-1945).

## Œuvres
Elle a emprunté son pseudonyme au haut lieu de Saint-Georges-Nigremont (canton de Crocq, près d'Aubusson), d'où son père était originaire, et où son grand-père, paysan et maçon creusois, avait construit une maison. Ce serait aussi un clin d'œil à George Sand, autre femme de lettres qui a décrit elle aussi le monde rural de son époque, mais ce n'est pas l'avis du petit-fils de Léa Védrine.
Restée toute sa vie très attachée à sa région de naissance, elle est surtout connue pour son roman Jeantou, le maçon creusois (1936), qui a obtenu le Prix Jeunesse en 1937. Avec cette œuvre, Georges Nigremont fait revivre la rude existence des paysans creusois au début du XIXe siècle.
Elle a aussi publié des Contes et légendes de l'Auvergne, de la Marche et du Limousin (1940) et divers romans pour la jeunesse, dont l'action est située dans le Limousin, ainsi que des études régionalistes ou encore sur Tchekhov.
En 1951, elle obtient le Prix Gabriel Nigond pour son roman La Bru.

## Mémoire
On retrouve son nom dans divers manuels scolaires, comme Toute une année de lecture au Cours élémentaire. Un collège à Crocq porte son nom, ainsi qu'une rue d'Aubusson et une rue de Guéret.

## Œuvre
- Jeantou, le maçon creusois, Prix Jeunesse, Paris, Bourrelier, 1937 ; rééd. de Borée, 2007  (ISBN 978-2844945488)
- Contes et légendes de l'Auvergne, de la Marche et du Limousin, Librairie Gedalge, 1940
- La Bru, Editions Maintenance du Berry, Verneuil-sur-Igneraie, 1951
- Les Étranges voyageurs, Paris, Bourrelier, 1953
- Histoire des quatre souriceaux, Éd. La Farandole, 1957 (ill. Véra Braun)
- Aventure de Pilou-Pilou, Éditions Bias, Paris, 1957 (ill. J. Ribéra)
- Le Petit Faon, Éd. La Farandole, 1958 (ill. Max Brunel)
- Zizim, prisonnier de la tour, col. « Mille épisodes », Éd. La Farandole, 1959 (ill. Max Brunel)
- Aïdim et Mita, Éd. La Farandole, 1961 (ill. Pierre Noël)
- Jean Parizet, tapissier d'Aubusson, col. « Mille épisodes », Éd. La Farandole, 1962 (ill. Michel Politzer)
- L'Oiselier du pont au Change, col. « Mille épisodes », Éd. La Farandole, 1964
- Piste eskimo, illustrations: Pierre Leroy, Éditions Delagrave, coll. « Bouton d'or », no 20, 1966
- Le Souterrain abandonné, col. « Mille épisodes », Éd. La Farandole, 1966 (ill. Jacques Naret)
- Contes des plaines et des collines, illustrations: Santa La Bella, Éditions des Deux coqs d'or coll. L'Étoile d'or, no 48, 243 p., 1966
- Les Baladins du roi, col. « Mille épisodes », Éd. La Farandole, 1968 (ill. Marianne Padé)
- Aubusson, la ville déchirée, col. « Mille épisodes », Éd. La Farandole, 1970 ; rééd. 1975 (ill. Philippe Bessas)
- Une victoire aux Jeux olympiques, col. « Mille épisodes », Éditions La Farandole, 1972 (ill. Daniel Levigoureux) ; rééd. Sorbier, 1996

## Pour approfondir